# Deixa Ele Sofrer

{
"Deixa Ele Sofrer" é uma canção da cantora brasileira Anitta, lançada como primeiro single do seu terceiro álbum de estúdio Bang! (2015). Foi lançada oficialmente nas rádios e nos veículos digitais em 16 de julho de 2015.

## Composição
A canção foi escrita por Anitta em conjunto com o compositor Matheus Santos e seus produtores Umberto Tavares e Jefferson Junior. Durante entrevista para Yuri Carvalho, do portal Audiograma, ela disse que a faixa enaltecia o poder da mulher, uma vez que atualmente no século XXI não há mais espaço para submissão feminina em relação ao homem: "Quis ressaltar a questão da autoestima na relação entre homem e mulher. Falamos de um rapaz que fez pouco caso de uma menina e, ao invés de ela se abater, resolveu deixar pra lá, o que resultou numa reviravolta que o fez ficar atrás dela". Para o jornal O Sul a cantora declarou que a canção não incentivava a magoar as pessoas, mas sim não deixar-se ser enganada: "Não digo na música para ninguém sacanear o outro. A dica que eu dou é: se você sente que tem algo errado, que o cara não quer assumir uma relação, caia fora. Só se embarca em uma situação se tem plena certeza do que o outro quer".

## Apresentações ao vivo
A primeira performance da canção em um programa de TV foi em 23 de agosto de 2015 no Domingão do Faustão. Em outubro de 2015 fez um medley de "Na Batida", "Cobertor" e "Deixa Ele Sofrer" nos Meus Prêmios Nick. A cantora apresentou a música nos programas Hora do Faro e Legendários em novembro de 2015.  Em dezembro performou a canção no Altas Horas. Já em janeiro de 2016 a cantora esteve no programa Mais Você onde cantou as músicas "Deixa Ele Sofrer" e "Bang".

## Recepção da critica
| |  |  |
| "Deixa Ele Sofrer" foi comparada aos trabalhos das cantoras estadunidenses Katy Perry (à esquerda) e Ariana Grande (à direita). |  |  |

Guilherme Tintel, do site It Pop, comentou: "Na música a cantora fala sobre deixar o ex-namorado chorar, já que é ele quem se arrependerá por perdê-la, e sua sonoridade fica cada vez mais pop, aqui flertando com aquele R&B meio Tori Kelly, Ariana Grande, dessa vez bem mais sincronizada com o que está tocando lá fora", completando: "Fora as referências gringas, a faixa ganha pontos por sua letra totalmente em português e, com essa pegada despretensiosa, soa como a música trilha de alguma futura novela da Globo, o que significa que, com uma boa divulgação, como sabemos que ela fará, atrairá a atenção necessária para seu terceiro disco". O site, também comentou que a frase ...pra mim ele não é rei... se assemelhou a música Hey! da cantora pop Jullie. O jornal O Sul foi positivo e disse que a faixa apresenta referências fortes da "música negra americana".
O site argentino NT Diario deu uma crítica positiva à canção e chamou Anitta de "Princesa do Pop Brasileiro". O conhecido blogueiro Josep Vinaixa, do site espanhol Ultimate Music, postou sobre ela, chamando-a também de “Princesa do Pop Brasileiro” e dizendo que já está na hora dela lançar um single em inglês, comparando-a à cantora estadunidense Katy Perry. Segundo o crítico, “Deixa Ele Sofrer” tem cara de hit e deve se tornar um hino nas rádios e mais um nº1 na carreira da Anitta. "Com 22 anos, ela colocou sete singles no topo da parada digital do Brasil", ele ressaltou.

## Desempenho comercial
''Deixa Ele Sofrer" foi a sétima música de Anitta a ficar no topo do iTunes Brasil, logo após apenas algumas horas após seu lançamento. Na primeira semana na Brasil Hot 100 Airplay a música estreou no top 50, e na semana seguinte saltou para o top 10, em nono lugar, atingindo um pico de sétimo lugar. Em 7 de setembro a canção ocupou o sétimo lugar sendo sua melhor posição até o momento. Nas canções mais executadas no Spotify Brasil, "Deixa Ele Sofrer" estreou em #1 lugar, e já conta com quase 8 milhões de streams (com aproximadamente 7 meses de lançamento) no mesmo.

## Vídeo musical

### Gravação e produção
A filmagem do clipe ocorreu no dia 24 de junho de 2015 nos bairros Perdizes e Vila Madalena, zona oeste da capital paulista; as gravações contou com as participações especiais dos atores André Bankoff e de Bernardo Velasco, que também já realizou diversos trabalhos como modelo. O roteiro do videoclipe foi assinado pela própria Anitta, enquanto a direção foi assumida pelo diretor colombiano Gustavo Camacho. O figurino do vídeo foi assinado pelo estilista Jeremy Scott da grife internacional Moschino.

### Sinopse
O vídeo se passa em plano-sequência, sendo que Anitta inicia-o em uma barbearia, onde oferece uma bebida enfeitiçada para seu ex-namorado. A partir desse momento a cantora percorre outros pontos da cidade em ambientes retrôs, como uma lanchonete, chegando em uma festa no fim deste. O videoclipe foi inspirado no filme Birdman, de 2014.

### Recepção
Em apenas 22 horas, o videoclipe passou 1 milhão de visualizações no canal oficial da cantora no YouTube, fazendo Anitta a bater seu próprio recorde, já que "Na Batida" e "Zen" alcançaram 1 milhão de acessos com 24 horas após seu lançamento. O portal Diva Depressão foi positivo e comparou o vídeo aos de "Pretty Girls", de Britney Spears e "Bitch I'm Madonna", de Madonna, pelas referências de cores e enredo cômico.

## Lista de faixas
| Download digital |                    |         |  |
| N.º              | Título             | Duração |  |
| 1.               | "Deixa Ele Sofrer" | 2:51    |  |

| Download digital acústico |                               |         |  |
| N.º                       | Título                        | Duração |  |
| 1.                        | "Deixa Ele Sofrer" (Acústico) | 2:42    |  |

## Desempenho nas tabelas musicais
| Tabela musical (2015)                                         | Melhor posição |
| ------------------------------------------------------------- | -------------- |
| Brasil Billboard Brasil Hot 100 Airplay                       | 7              |
| Brasil - Billboard Brasil Regional Grande São Paulo Hot Songs | 3              |
| Brasil - Billboard Brasil Regional Rio de Janeiro Hot Songs   | 3              |
| Brasil - Billboard Brasil Regional Salvador Hot Songs         | 1              |
| Brasil - Billboard Brasil Regional Recife Hot Songs           | 2              |
| Brasil - Billboard Brasil Regional Florianópolis Hot Songs    | 5              |

| Tabela musical (2015)           | Melhor posição |
| ------------------------------- | -------------- |
| Brasil (Brasil Hot 100 Airplay) | 52             |

## Prêmios e indicações
| Ano  | Prêmio            | Indicação                     | Resultado | Ref.         |
| ---- | ----------------- | ----------------------------- | --------- | ------------ |
| 2015 | Prêmio Multishow  | Novo Hit (júri especializado) | Indicado  | [ 25 ] [ 2 ] |
| 2015 | Capricho Awards   | Melhor Hit Nacional           | Indicado  | [ 26 ]       |
| 2015 | Capricho Awards   | Melhor Clipe Nacional         | Venceu    | [ 26 ]       |
| 2015 | Caldeirão de Ouro | As 10+ do Ano                 | 4º lugar  |              |